# José María Morelos y Pavón (Durango)
José María Morelos y Pavón es una localidad del estado mexicano de Durango. Es parte del municipio de Durango.

## Toponimia
El nombre de la localidad rinde homenaje a José María Morelos, héroe de la Independencia de México.

## Demografía
| Gráfica de evolución demográfica |
|                                  |

| Censo | Población |
| ----- | --------- |
| 1940  | 190       |
| 1950  | 321       |
| 1960  | 652       |
| 1970  | 660       |
| 1980  | 912       |
| 1990  | 955       |
| 2000  | 1 001     |
| 2010  | 1 072     |
| 2020  | 1 140     |